# Formigueret amazònic
El formigueret amazònic (Myrmotherula multostriata) és una espècie d'ocell de la família dels tamnofílids (Thamnophilidae).

## Hàbitat i distribució
Habita vegetació de rivera i zones empantanegades del sud i oest de l'Amazònia del Brasil.